# Finlandia-prisen
Finlandia-prisen (finsk: Finlandia-palkinto, svensk: Finlandiapriset) er Finlands Bogstiftelses årlige litteraturpris, som tildeles en finsk eller finlandssvensk roman. Prisen har været uddelt siden 1984 og i 2006 var prisen på 26.000 euro. Fra og med 2008 er prissummen hævet til 30.000 euro. Den var tidligere været tildelt en hvilken som helst type af skønlitteratur, men siden 1993 har den kun kunnet tildeles romaner. Samtidigt ændredes reglerne, så kun én person blandt udvalgskomitéen på tre personer, der har valgt de 3-6 kandidattitler.
Finlandia Junior-prisen ((sv) Finlandia Junior-priset, (fi) Finlandia Junior –palkinto) indstiftes i 1997 og uddeles årligt til en finsk forfatter af børne- og ungdomslitteratur. Fakta Finlandia-prisen ((sv) Fack-Finlandia-priset, (fi) Tieto-Finlandia -palkinto) har siden 1989 været tildelt prisværdige finske fakta- og lærebøger.
Finlandia-prisen er den litteraturpris i Finland, der får mest opmærksomhed. Tildelingen af Finlandia-prisen påvirker oftest betydeligt for salget af de kandiderende titler og frem for alt det prisbelønnede værk. 

## Prismodtagere

### Finlandia-prisen
| År   | Forfatter          | Titel                                              | Originalsprog | Prisvælger           | Svensk/finsk titel (Oversættelse) | Kommentar                                             |
| ---- | ------------------ | -------------------------------------------------- | ------------- | -------------------- | --------------------------------- | ----------------------------------------------------- |
| 1984 | Erno Paasilinna    | Yksinäisyys ja uhma                                | Finsk         |                      |                                   |                                                       |
| 1985 | Jörn Donner        | Far och son                                        | Svensk        |                      | Isä ja poika                      |                                                       |
| 1986 | Sirkka Turkka      | Tule takaisin, pikku Sheba                         | Finsk         |                      |                                   |                                                       |
| 1987 | Helvi Hämäläinen   | Sukupolveni unta                                   | Finsk         |                      |                                   |                                                       |
| 1988 | Gösta Ågren        | Jär                                                | Svensk        |                      |                                   |                                                       |
| 1989 | Markku Envall      | Samurai nukkuu                                     | Finsk         |                      |                                   |                                                       |
| 1990 | Olli Jalonen       | Isäksi ja tyttäreksi                               | Finsk         |                      |                                   |                                                       |
| 1991 | Arto Melleri       | Elävien kirjoissa                                  | Finsk         |                      |                                   |                                                       |
| 1992 | Leena Krohn        | Matemaattisia olioita tai jaettuja unia            | Finsk         |                      |                                   |                                                       |
| 1993 | Bo Carpelan        | Urwind                                             | Svensk        | Kai Laitinen         | Alkutuuli                         |                                                       |
| 1994 | Eeva Joenpelto     | Tuomari Müller, hieno mies                         | Finsk         | Tellervo Koivisto    |                                   |                                                       |
| 1995 | Hannu Mäkelä       | Mestari                                            | Finsk         | Maria-Liisa Nevala   |                                   |                                                       |
| 1996 | Irja Rane          | Naurava neitsyt                                    | Finsk         | Aki Kaurismäki       |                                   |                                                       |
| 1997 | Antti Tuuri        | Lakeuden kutsu                                     | Finsk         | Lassi Nummi          |                                   |                                                       |
| 1998 | Pentti Holappa     | Ystävän muotokuva                                  | Finsk         | Liisamaija Laaksonen |                                   |                                                       |
| 1999 | Kristina Carlson   | Maan ääreen                                        | Finsk         | Erkki Liikanen       |                                   |                                                       |
| 2000 | Johanna Sinisalo   | Ennen päivänlaskua ei voi                          | Finsk         | Auli Viikari         |                                   |                                                       |
| 2001 | Hannu Raittila     | Canal Grande                                       | Finsk         | Claes Andersson      |                                   |                                                       |
| 2002 | Kari Hotakainen    | Juoksuhaudantie                                    | Finsk         | Lasse Pöysti         |                                   |                                                       |
| 2003 | Pirkko Saisio      | Punainen erokirja                                  | Finsk         | Mervi Kantokorpi     |                                   |                                                       |
| 2004 | Helena Sinervo     | Runoilijan talossa                                 | Finsk         | Jukka Sarjala        |                                   |                                                       |
| 2005 | Bo Carpelan        | Berg                                               | Svensk        | Paavo Lipponen       | Kesän varjot                      | Den eneste forfatter, der har opnået prisen to gange. |
| 2006 | Kjell Westö        | Där vi en gång gått                                | Svensk        | Jyrki Nummi          | Missä kuljimme kerran             |                                                       |
| 2007 | Hannu Väisänen     | Toiset kengät                                      | Finsk         | Kaisu Mikkola        |                                   |                                                       |
| 2008 | Sofi Oksanen       | Puhdistus                                          | Finsk         | Pekka Tarkka         | Utrensning                        |                                                       |
| 2009 | Antti Hyry         | Uuni                                               | Finsk         | Tuula Arkio          |                                   |                                                       |
| 2010 | Mikko Rimminen     | Nenäpäivä                                          | Finsk         | Minna Joenniemi      |                                   |                                                       |
| 2011 | Rosa Liksom        | Hytti nro 6                                        | Finsk         | Pekka Milonoff       |                                   |                                                       |
| 2012 | Ulla-Lena Lundberg | Is                                                 | Finsk         | Tarja Halonen        |                                   |                                                       |
| 2013 | Riikka Pelo        | Jokapäiväinen elämämme                             | Finsk         | Asko Sarkola         |                                   |                                                       |
| 2014 | Jussi Valtonen     | He eivät tiedä mitä tekevät                        | Finsk         | Anne Brunila         |                                   |                                                       |
| 2015 | Laura Lindstedt    | Oneiron, Fantasia kuoleman jälkeisistä sekunneista | Finsk         | Heikki Harma         |                                   |                                                       |
| 2016 | Jukka Viikilä      | Akvarelleja Engelin kaupungista                    | Finsk         | Baba Lybeck          |                                   |                                                       |
| 2017 | Juha Hurme         | Niemi                                              | Finsk         | Elisabeth Rehn       |                                   |                                                       |
| 2018 | Olli Jalonen       | Taivaanpallo                                       | Finsk         | Seppo Puttonen       |                                   |                                                       |
| 2019 | Pajtim Statovci    | Bolla                                              | Finsk         | Merja Ylä-Anttila    |                                   |                                                       |

### Finlandia Junior-prisen
| År   | Forfatter                           | Titel                                   | Prisvælger             |
| ---- | ----------------------------------- | --------------------------------------- | ---------------------- |
| 1997 | Alexis Kouros                       | Gondwanan lapset                        |                        |
| 1998 | Leena Laulajainen                   | Kultamarja ja metsän salaisuudet        |                        |
| 1999 | Kari Levola                         | Tahdon                                  |                        |
| 2000 | Tomi Kontio                         | Keväällä isä sai siivet                 | Riitta Uosukainen      |
| 2001 | Kira Poutanen                       | Ihana meri                              | M.A. Numminen          |
| 2002 | Raili Mikkanen                      | Ei ole minulle suvannot                 | Päivi Lipponen         |
| 2003 | Arja Puikkonen                      | Haloo kuuleeko kaupunki                 | Kirsti Mäkinen         |
| 2004 | Riitta Jalonen                      | Tyttö ja naakkapuu                      | Jukka Kajava           |
| 2005 | Tuula Korolainen                    | Kuono kohti tähteä                      | Matti Ranin            |
| 2006 | Timo Parvela                        | Keinulauta                              | Jukka Virtanen         |
| 2007 | Aino Havukainen og Sami Toivonen    | Tatun ja Patun Suomi                    | Inkeri Näätsaari       |
| 2008 | Esko-Pekka Tiitinen                 | Villapäät                               | Maria Kaisa Aula       |
| 2009 | Mari Kujanpää ja Aino-Maija Metsola | Minä ja Muro                            | Marko Vuoriheimo       |
| 2010 | Siri Kolu                           | Me Rosvolat                             | Hannu-Pekka Björkman   |
| 2011 | Vilja-Tuulia Huotarinen             | Valoa valoa valoa                       | Paula Vesala           |
| 2012 | Christel Rönns                      | Det vidunderliga ägget                  | Mari Rantasila         |
| 2013 | Kreetta Onkeli                      | Poika joka menetti muistinsa            | Jarno "Jarppi" Leppälä |
| 2014 | Maria Turtschaninoff                | Maresi. Krönikor från det röda klostret | Johanna Vuoksenmaa     |
| 2015 | Nadja Sumanen                       | Rambo                                   | Anu Laitila            |
| 2016 | Juuli Niemi                         | Et kävele yksin                         | Vuokko Hovatta         |
| 2017 | Sanna Mander                        | Nyckelknipan                            | Anna Puu               |

### Fakta Finlandia-prisen
| År   | Forfatter                                                      | Titel | Prisvælger             |
| ---- | -------------------------------------------------------------- | --- | ---------------------- |
| 1989 | Erik Tawaststjerna                                             | Jean Sibelius 1-5 |                        |
| 1990 | Markku Löytönen (red.)                                         | Matka-arkku. Suomalaisia tutkimusmatkailijoita |                        |
| 1991 | Olli Marttila, Tari Haahtela, Hannu Aarnio, Pekka Ojalainen    | Suomen päiväperhoset |                        |
| 1992 | Jukka Salo, Mikko Pyhälä                                       | Amazonia |                        |
| 1993 | Erik Wahlström, Tapio Reinikainen, Eeva-Liisa Hallanoro        | Ympäristön tila Suomessa |                        |
| 1994 | Heikki Ylikangas                                               | Tie Tampereelle. Dokumentoitu kuvaus Tampereen antautumiseen johtaneista sotatapahtumista Suomen sisällissodassa                                                        |                        |
| 1995 | Matti Sarmela                                                  | Suomen perinneatlas |                        |
| 1996 | Pekka Kivikäs                                                  | Kalliomaalaukset – muinainen kuva-arkistomme |                        |
| 1997 | Fabian Dahlström, Erkki Salmenhaara, Mikko Heiniö              | Suomen musiikin historia 1-4 |                        |
| 1998 | Hannu Karttunen                                                | Vanhin tiede. Tähtitiedettä kivikaudesta kuulentoihin | Leena Palotie          |
| 1999 | Kari Enqvist                                                   | Olemisen porteilla |                        |
| 2000 | Anu Kantola et al.                                             | Maailman tila ja Suomi |                        |
| 2001 | Heikki Paunonen, Marjatta Paunonen                             | Tsennaaks Stadii, bonjaaks slangii. Stadin slangin suursanakirja |                        |
| 2002 | Esko Valtaoja                                                  | Kotona maailmankaikkeudessa |                        |
| 2003 | Antti Helanterä, Veli-Pekka Tynkkynen                          | Maantieteelle Venäjä ei voi mitään | Astrid Gartz           |
| 2004 | Elina Sana                                                     | Luovutetut. Suomen ihmisluovutukset Gestapolle | Hannu Taanila          |
| 2005 | Sami Koski, Mika Rissanen, Juha Tahvanainen                    | Antiikin urheilu | Kari Raivio            |
| 2005 | Jari Leskinen, Antti Juutilainen (red.)                        | Jatkosodan pikkujättiläinen | Helena Ranta           |
| 2006 | Erkki Tuomioja, (Heikki Eskelinen, finsk oversættelse)         | Häivähdys punaista. - Hella Wuolijoki ja hänen sisarensa Salme Pekkala vallankumouksen palveluksessa – Engelsk titel: A Delicate Shade of Pink – Estisk titel: Õrnroosa | Raimo Väyrynen         |
| 2007 | Peter von Bagh                                                 | Sininen laulu | Matti Apunen           |
| 2008 | Marjo T. Nurminen                                              | Tiedon tyttäret | Veikko Sonninen        |
| 2009 | Henrika Tandefelt                                              | Borgå 1809. Ceremoni och fest | Björn Wahlroos         |
| 2010 | Vesa Sirén                                                     | Suomalaiset kapellimestarit | Sinikka Salo           |
| 2011 | Soili Stenroos, Teuvo Ahti, Katileena Lohtander & Leena Myllys | Suomen jäkäläopas | Alf Rehn               |
| 2012 | Elina Lappalainen                                              | Syötäväksi kasvatetut | Janne Virkkunen        |
| 2013 | Ville Kivimäki                                                 | Murtuneet mielet - taistelu suomalaissotilaiden hermoista 1939-1945 | Maija Tanninen-Mattila |
| 2014 | Mirkka Lappalainen                                             | Pohjolan Leijona – Kustaa II Adolf ja Suomi 1611–1632 | Heikki Hellman         |
| 2015 | Tapio Tammisen                                                 | Kansankodin pimeämpi puoli | Arto Nyberg            |
| 2016 | Mari Manninen                                                  | Yhden lapsen kansa - Kiinan salavauvat, pikkukeisarit ja hylätyt tyttäret                                                                                               | Jörn Donner            |
| 2017 | Riitta Kylänpää                                                | Pentti Linkola - Ihminen ja legenda | Matti Rönka            |